# شتوتن
شتوتن (به آلمانی: Stötten am Auerberg) یک شهر در آلمان است که در استالگوی واقع شده‌است.